# Лямпе, Григорий Моисеевич
Григо́рий Моисе́евич Ля́мпе (6 декабря 1925 — 26 апреля 1995) — советский актёр театра и кино. Заслуженный артист РСФСР (1982).

## Биография
Григорий Лямпе — сын популярного еврейского актёра Моисея Лямпе, узника Вильнюсского гетто, мать — Ревекка Руфина — работала в Харьковском еврейском театре. Григорий пошёл по их пути: на сцену вышел, когда ему ещё не было восемнадцати, начинал играть на идише, сыграл несколько заметных ролей.
В 1947 году окончил училище при Государственном еврейском театре (ГОСЕТ) в Москве и играл в этом театре до его закрытия в 1949 году.
Оставшись без работы с беременной женой, актёр пошёл прямо в Министерство культуры СССР. Его направили в Московский областной драматический театр имени А. Н. Островского, в котором он проработал более десяти лет (с 1949 по 1961 год), ночуя в клубах и постоянно переезжая куда-то на электричках. Эти годы помогли ему в актёрском становлении, в освоении профессии.
Большая часть жизни Григория Лямпе (с 1961 по 1990 год) связана с Театром на Малой Бронной, где он был не только актёром, но и заведовал труппой (а это — Дуров, Гафт, Волков, Яковлева, Ширвиндт, Державин, Круглый, Петренко, Даль, Любшин, Мартынюк, Каневский, Броневой). Актёр был плотно занят в репертуаре, много играя в классике и современных пьесах.
C 1970-х годов Григорий Лямпе, параллельно с работой в театре, много снимался на телевидении, участвовал в телеспектаклях о Шерлоке Холмсе, Мегрэ, инсценировках русских классиков. Порой менялся до неузнаваемости — клеил усы, бороду, брови, чтобы не раздражать частым мельканием на телеэкране высокое телевизионное начальство.
Сыграл «физика Рунге (Семнадцать мгновений весны», «Жизнь и смерть Фердинанда Люса»), Ковальского («Следствие ведут ЗнаТоКи»), музыканта Удрю («Безымянная звезда»). Много снимался в кино, играл в основном представителей разных интеллигентных профессий — врачей, учёных, музыкантов, или же представителей кавказских национальностей. Однако со временем режиссёры разглядели в нём незаурядный талант характерного актёра, способного в комедийных образах достигать высокого драматического звучания (Удря в «Безымянной звезде») или создавать образы, прямо противоположные своему характеру (комендант в «Санта Эсперанса»).
Среди ролей: марселец («Две жизни»), зэк («Если ты прав…»), стиляга («Дубравка»), профессор («Держись за облака»), Мавридий («Шторм на суше»), продавец («Вооружён и очень опасен»), врач («Мелодия на два голоса»), Робер («Похищение „Савойи“»), Арно («Петровка, 38»), Майкл Бартонер («Падение Кондора»), Исаак («Баллада о доблестном рыцаре Айвенго»), отец Ораны (Ягуар), Кантор («Блуждающие звёзды»), Эллинг («Конец операции «Террор»»), Гренокс («Скандальное происшествие в Брикмилле»), Халецкий («Визит к Минотавру»), Веня («Солнечный ветер»), Прюс («Лицом к лицу»).

### Отъезд в Израиль
После смерти Анатолия Эфроса Лямпе получил приглашение принять участие в создании нового израильского театра «Гешер» и в начале 1990-х покинул СССР. В новом коллективе сыграл бенефисный спектакль, а также участвовал в постановках «Дело Дрейфуса», «Идиот», «Мольер». Играл на русском и на иврите, хотя языка так и не выучил.
Скончался 26 апреля 1995 года.
Похоронен в Петах Тикве (Израиль) на кладбище Яркон.

## Фильмография
- 1957 — Рядом с нами — марселец
- 1963 — Если ты прав… — политзэк Гендель
- 1965 — Вниманию граждан и организаций — парикмахер
- 1966 — Не самый удачный день — гардеробщик
- 1967 — Дубравка — отдыхающий на пляже
- 1967 — Комендант Лаутербурга — Меркер
- 1971 — Держись за облака — профессор
- 1971 — Собака Баскервилей (ТВ) — Бэрримор
- 1971 — Следствие ведут знатоки. Дело № 2. Ваше подлинное имя — Ковальский (мошенник по кличке «Хирург»)
- 1971 — Человек с другой стороны / Mannen från andra sidan (СССР, Швеция) — аптекарь
- 1973 — Следствие ведут знатоки. Дело № 8. Побег — Ковальский
- 1973 — Всего несколько слов в честь господина де Мольера — господин Диманш, торговец
- 1973 — Семнадцать мгновений весны — профессор Рунге
- 1973 — Земля, до востребования — агент полиции
- 1974 — Ночь ошибок — мистер Марлоу
- 1975 — Шторм на суше — Мавридий
- 1975 — Вкус халвы — житель благородной Бухары
- 1976 — Жизнь и смерть Фердинанда Люса — профессор Рунге
- 1977 — Любовь Яровая — распорядитель танцев
- 1977 — Вооружён и очень опасен — продавец тайн
- 1978 — Безымянная звезда — учитель Удря
- 1978 — Капитанская дочка (телеспектакль) — обер-секретарь
- 1978 — Безбилетная пассажирка — замначальника стройки
- 1978 — Особых примет нет — агент Варшавской охранки
- 1979 — Санта Эсперанса — комендант
- 1979 — Похищение «Савойи» — Робер
- 1979 — Следствие ведут знатоки. Дело № 14. Подпасок с огурцом — Ковальский (бывший Хирург)
- 1980 — Петровка, 38 — Арно
- 1980 — Мелодия на два голоса — врач
- 1980 — Скандальное происшествие в Брикмилле — Гренокс
- 1980 — Тайна Эдвина Друда — настоятель
- 1981 — Шестой — Лёва-портной
- 1982 — Возвращение резидента — директор отеля «Русь»
- 1982 — Солнечный ветер — Веня
- 1982 — Падение Кондора — Майкл Бартонер
- 1982 — Мегрэ колеблется (телеспектакль) — адвокат Бувье
- 1983 — Баллада о доблестном рыцаре Айвенго — Исаак
- 1983 — Анна Павлова — зритель в театре
- 1985 — Сцены из драмы «Маскарад» (телеспектакль по мотивам драмы М. Ю. Лермонтова «Маскарад») — Шприх
- 1985 — Иван Бабушкин — Мандельберг
- 1986 — Ягуар — отец Ораны
- 1986 — Равняется четырём Франциям
- 1986 — Лицом к лицу — Прюс
- 1986 — Русь изначальная — Иоанн
- 1987 — Визит к Минотавру — Халецкий
- 1988 — Клад — Иван Соломонович
- 1989 — Визит дамы — учитель
- 1989 — Биндюжник и Король — Кантор Цвибак
- 1990 — Испанская актриса для русского министра — режиссёр
- 1990 — Этот фантастический мир. Выпуск 16. Психодинамика колдовства — Управляющий рестораном
- 1991 — Блуждающие звёзды — Кантор

Радиоспектакли
- 1979 — «Сердце Бонивура» — Суэцугу
- 1981 — «Происшествие в стране Мульти-Пульти» — Бременские музыканты